# Andrea Moretti (doppiatore)
Andrea Moretti (Roma, 1978) è un doppiatore italiano.

## Biografia
Andrea Moretti, noto per aver prestato la voce a Park Hae-soo in Squid Game e Royce Johnson in Daredevil e Jessica Jones. Ultimamente ha prestato la voce sempre all’attore coreano per la nuova serie La casa di carta: Corea, nei panni di Berlino. ha prestato la voce a Norio in Ghost of Tsushima, Eleazar ‘Lazar’ Azoulay in Call of Duty: Black Ops Cold War e molte altre produzioni di titoli tripla A come Cyberpunk 2077, Borderlands 3, Star Wars Jedi: Fallen Order e World of Warcraft.

## Doppiaggio

### Cinema
- Blake Ritson in Una folle passione
- Justin Chatwin in The Walk - La strada della libertà
- Jefferson White in Civil War[3]
- Brad James in Prisoners
- Milo Gibson in The Outpost[4]
- Dan Abramovici in Priscilla
- Dino Kelly in Una sola possibilità
- Wes Brown in Il richiamo della foresta
- Steve Peacocke in Hercules - Il guerriero
- Hal Ozsan in Al di là delle apparenze
- Benjamin Hoetjes in Choose Love - Scegli l'amore
- Alex MacNicoll in Swing - Cuore da campioni
- Roger Edwards in Captain Phillips - Attacco in mare aperto
- Fernando Duran in Cattivi vicini
- Antonio Saboia in Deserto particular
- Aaron Toney in Tron: Legacy
- Dane Davenport in Last Vegas
- Kevin Hoffman in Words and Pictures
- Craig Savage in Tokarev
- Florian Schmidtke in Blood & Gold
- Karol Bernacki in Nome in codice: Polonia
- Filip Gurlacz in No Pressure
- Park Hae-soo in Yaksha[5]

### Film d'animazione
- Folletto in Trilli e il grande salvataggio, Trilli e la nave pirata, Trilli e il segreto delle ali
- Mostro studente bullo in Monsters University
- Aereo giornalista indiano in Planes
- Daita in Ghost in the Shell
- Capostazione in Il giardino delle parole
- Annunciatore gare in Trilly e i giochi della radura incantata
- Bruno Gorrini in My Hero Academia: You're Next

### Film tv e miniserie
- Neil D'Souza in Closed Circuit
- Julian Gant in Love and Honor
- Alex Rynn in La rivincita del campione
- Kurt Angle in Sharknado 2 - A volte ripiovono

### Televisione
- Park Hae-soo in Squid Game, La casa di carta: Corea, Narcosantos
- Royce Johnson in Daredevil, Jessica Jones
- Jonny Lee Miller in The Crown
- Jesse Metcalfe in I misteri di Martha's Vineyard
- Johnny Link in Uno splendido errore
- Joseph Lee in Lo scontro
- Eli Walker in Homeland - Caccia alla spia
- Morgan Krantz in New Girl
- Dwayne Boyd in The Walking Dead
- Robb Moon in The Night Shift
- James Ryen in Zeke e Luther
- Ryan Windish in Non fidarti della str**** dell'interno 23
- Ryan Allen in Cracked
- Greg Sproles in Banshee - La città del male
- Andrew Daly in The League
- Fisayo Akinade in Heartstopper
- Sam Pamphilon in Ted's Top Ten
- Louis Talpe in Under Fire
- Hubertus Geller in Il nostro amico Charly
- Nikolas Antunes in Sguardo indiscreto
- Aleksandr Yatsenko in To The Lake
- Andrzej Konopka in Feedback
- Çağatay Ulusoy in Il sarto
- Marcin Dorociński in Vikings: Valhalla
- Personaggi vari in Violetta, Miss XV - MAPS, Rebelde Way

### Documentari
- Elton John in Il risveglio della magia
- Scotty in Billy Bob's

### Serie animate
- Triton in Hulk e gli agenti S.M.A.S.H.
- George in Rekkit Rabbit
- Dario Belli in Captain Tsubasa
- Piccolo aiutante di Babbo Natale mutante in I Simpson
- Travestito in I Griffin
- Takahiro Hanamaki in Haikyu!!
- LBX The Emperor in LBX Little Battlers eXperience
- Ragazzo spietato in I Fantaeroi (2^ voce)
- Capra in Squitto lo scoiattolo
- Beniamino Cassano in Tower of God
- Custode dello zoo in American Dad!
- Niji Ebina in Jujutsu kaisen - Sorcery Fight
- Magico Johnson in The Cleveland Show
- Venditore di abachi in Kung Fu Panda - Mitiche avventure
- Granchio in Jake e i pirati dell'Isola che non c'è
- Buttafuori Joe in Regular Show
- Robot malvagio in Teenage Mutant Ninja Turtles - Tartarughe Ninja
- Porta ordini in L'attacco dei giganti
- Wheeler in Kong - Re dei primati
- Sen Hatsumi e Masami Nezu in Kengan Ashura
- Serpe in Vinland Saga (stag.2)[6]
- Aiolos / Micene di Sagittarius in I Cavalieri dello zodiaco - Saint Seiya: Soul of Gold[7]
- Blist Blitz Broadhurst in High Card
- Personaggi vari in Ultimate Spider-Man, Phineas e Ferb, I 7N, Wander, Scan2Go
- Gazehr Dwargo in That Time I Got Reincarnated as a Slime
- Tsurugi Zantetsu in Blue Lock
- Straizo in Phantom Blood[8]

### Videogiochi
- Norio in Ghost of Tsushima (2020)[9]
- Eleazar "Lazar" Azoulay in Call of Duty: Black Ops Cold War (2020)[10]
- Takeda Takahashi in Mortal Kombat 1 (2024)[11]
- Vermiglio in Enotria: The Last Song (2024)[12]
- Re delle Scimmie e Vincent in Split Fiction (2025)[13]